# Томский, Михаил Гаврилович
Михаил Гаврилович Томский (20 октября 1911, Овечкино, Зарайский район — 31 января 1989, Москва) — советский морской офицер-подводник, вице-адмирал (1966). Участник Великой Отечественной войны. Командир Керченско-Феодосийской военно-морской базы.

## Биография
Родился 20 октября 1911 года в деревне Овечкино, ныне Зарайского района Московской области. Русский.
В РККФ с 1931 года. Закончил Военно-морское училище им. Фрунзе в 1934 году. Член ВКП(б) с 1932 года. Направлен на Тихоокеанский флот. Командир БЧ-3 ПЛ «Щ-114» (июнь 1934 — ноябрь 1936). Закончил курсы командного состава Учебного отряда подводного плавания в 1938 году. Командир ПЛ «М-17» (март — ноябрь 1938), ПЛ «Щ-119» (ноябрь 1938 — март 1940), ПЛ Л-8 «Дзержинец» (март — декабрь 1940).
Обучался в Военно-морской академии им. Ворошилова на командном факультете, закончил досрочно в 1941 году. Офицер-оператор 4-го (август 1941 — август 1943), 3-го (август 1943 — ноябрь 1944), 5-го (ноябрь 1944 — май 1945) отделов (Южный театр) Оперативного управления Главного морского Штаба.
Обучался в Военно-морской академии им. Ворошилова на основном факультете, закончил в 1946 году. Командир Учебного дивизиона Северо-Балтийского флота (ноябрь — декабрь 1946), офицер-оператор (декабрь 1946 — февраль 1947), старший офицер-оператор (февраль 1947 — март 1950) Морского отдела Главного оперативного управления Генштаба ВС. Начальник 1-го отдела (март 1950 — декабрь 1951), заместитель начальника Управления оперативной подготовки (апрель 1950 — декабрь 1951) Главного оперативного управления Морского Генерального Штаба.
1-й заместитель командующего — начальник Штаба Камчатской военной флотилии (декабрь 1951 — апрель 1957), контр-адмирал (3 августа 1953). Командир Керченско-Феодосийской ВМБ (апрель 1957 — январь 1961), начальник 31-го Научно-испытательного центра ВМФ (Феодосия, январь 1961 — декабрь 1970). Вице-адмирал (7 мая 1966). В распоряжении Главкома ВМФ (декабрь 1970 — март 1971). С марта 1971 года - в отставке по болезни.
Депутат Крымского областного совета.
Умер 31 января 1989 года. Похоронен на Химкинском кладбище в Москве.

## Награды
Награждён орденом Ленина (1954), двумя орденами Красного Знамени (1951, 1968), Отечественной войны I степени (1943, 1985), орденами Трудового Красного Знамени (1963), Красной Звезды (1946), медалями, именным оружием (1961).